# Allan Starski

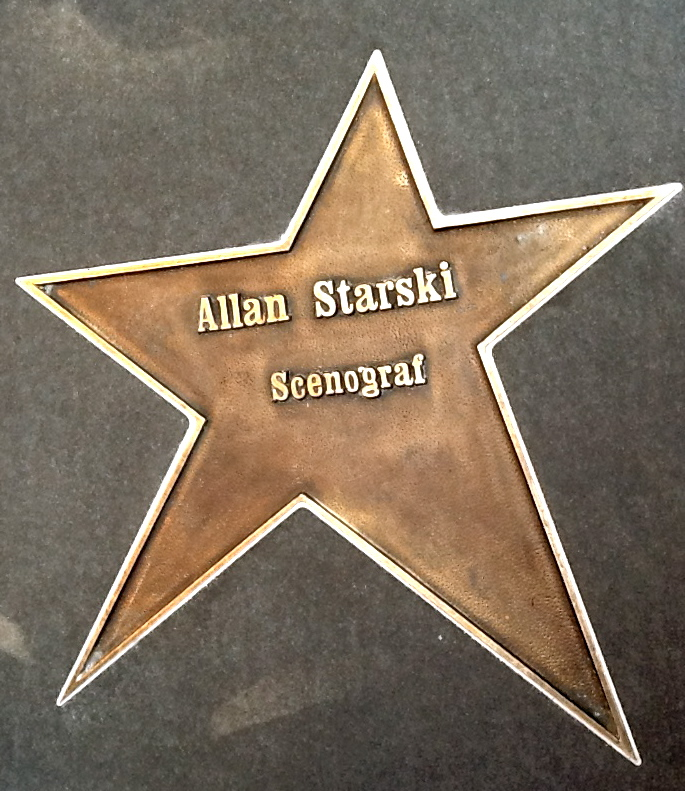
Steaua lui Allan Starski pe Aleea Celebrităților din Łódź

Allan Mieczysław Starski (n. 1 ianuarie 1943, Varșovia, Guvernământul General) este un scenograf polonez de film și teatru, câștigător al premiului Oscar pentru cele mai bune decoruri pentru contribuția sa la filmul Lista lui Schindler (1993), regizat de Steven Spielberg.

## Biografie
Este fiul scenaristului și compozitorului de origine evreiască Ludwik Starski (anterior Ludwik Kałuszyner), autor al unor cântece precum „Zapomniana melodia” și „Piętro wyżej”. În 1969 a absolvit Facultatea de Design interior a Academiei de Arte Frumoase din Varșovia. În același an a început să lucreze ca scenograf asistent în echipele de producție ale filmelor poloneze, iar din 1973 a devenit scenograf independent.
Allan Starski este autorul decorurilor mai multor filme de cinema și a colaborat de multe ori cu cineastul Andrzej Wajda (Omul de marmură, Domnișoarele din Wilko, Omul de Fier, Danton și Pan Tadeusz), precum și cu regizorii Krzysztof Kieślowski (Bez końca), Janusz Zaorski (Baryton), Agnieszka Holland (Europa, Europa și Plac Waszyngtona), Roman Polański (Pianistul și Oliver Twist) și Władysław Pasikowski (Pokłosie).
În 1979 a obținut, împreună cu Maria Osiecka-Kuminek, Leul de bronz la Festivalul Filmului Polonez de la Gdańsk pentru scenografia filmului Domnișoarele din Wilko. A fost distins în 1993, împreună cu scenografa Ewa Braun, cu premiul Oscar pentru cele mai bune decoruri și a fost nominalizat, de asemenea, la premiul BAFTA pentru activitatea sa la filmul Lista lui Schindler, regizat de Steven Spielberg. A obținut trei premii Vulturul pentru scenografie ale Academiei Poloneze de Film pentru decorurile filmelor Pan Tadeusz (2000) al lui Andrzej Wajda, Pianistul (2003) al lui Roman Polański și Pokłosie al lui Wladyslaw Pasikowski. Activitatea sa la Pianistul a fost distinsă și cu premiul César. A fost nominalizat la premiul Emmy pentru decorurile filmului Evadare din Sobibor (1987).
A publicat în anul 2013 cartea Scenografia.
A devenit membru al Asociației Cineaștilor Polonezi (în 2007 a făcut parte din consiliul de conducere al acestei organizații), precum și al Academiei Europene de Film și al Academiei Poloneze de Film.
În 2013, pentru servicii deosebite aduse culturii poloneze și mondiale, pentru realizări în activitatea creativă și artistică, i s-a decernat Crucea de Comandor al Ordinului Polonia Restituta de către președintele Bronisław Komorowski. În 2014 a primit Medalia de Aur pentru Merit Cultural „Gloria Artis”. În 2015 a primit o stea pe Aleea Celebrităților din Łódź.

## Filmografie
- Smuga cienia (1976)
- Człowiek z marmuru (1976)
- Bez znieczulenia (1978)
- Domnișoarele din Wilko (1979)
- Omul de Fier (1981)
- Danton (1982)
- Bez końca (1984)
- Jezioro Bodeńskie (1985)
- Evadare din Sobibor (1987)
- Europa, Europa (1990)
- Lista lui Schindler (1993)
- Pan Tadeusz (1999)
- Pianistul (2002)
- Eurotrip (2004)
- Oliver Twist (2005)
- Pokłosie (2012)
- Tajemnica Westerplatte (2013)

## Legături externe
- Allan Starski la Internet Movie Database
- pl Allan Starski în baza de date  filmpolski.pl
- Allan Starski’s 70 Years at Culture.pl